# Aoroides inermis
Aoroides inermis is een vlokreeftensoort uit de familie van de Aoridae. De wetenschappelijke naam van de soort is voor het eerst geldig gepubliceerd in 1982 door Conlan & Bousfield.